# Káranice

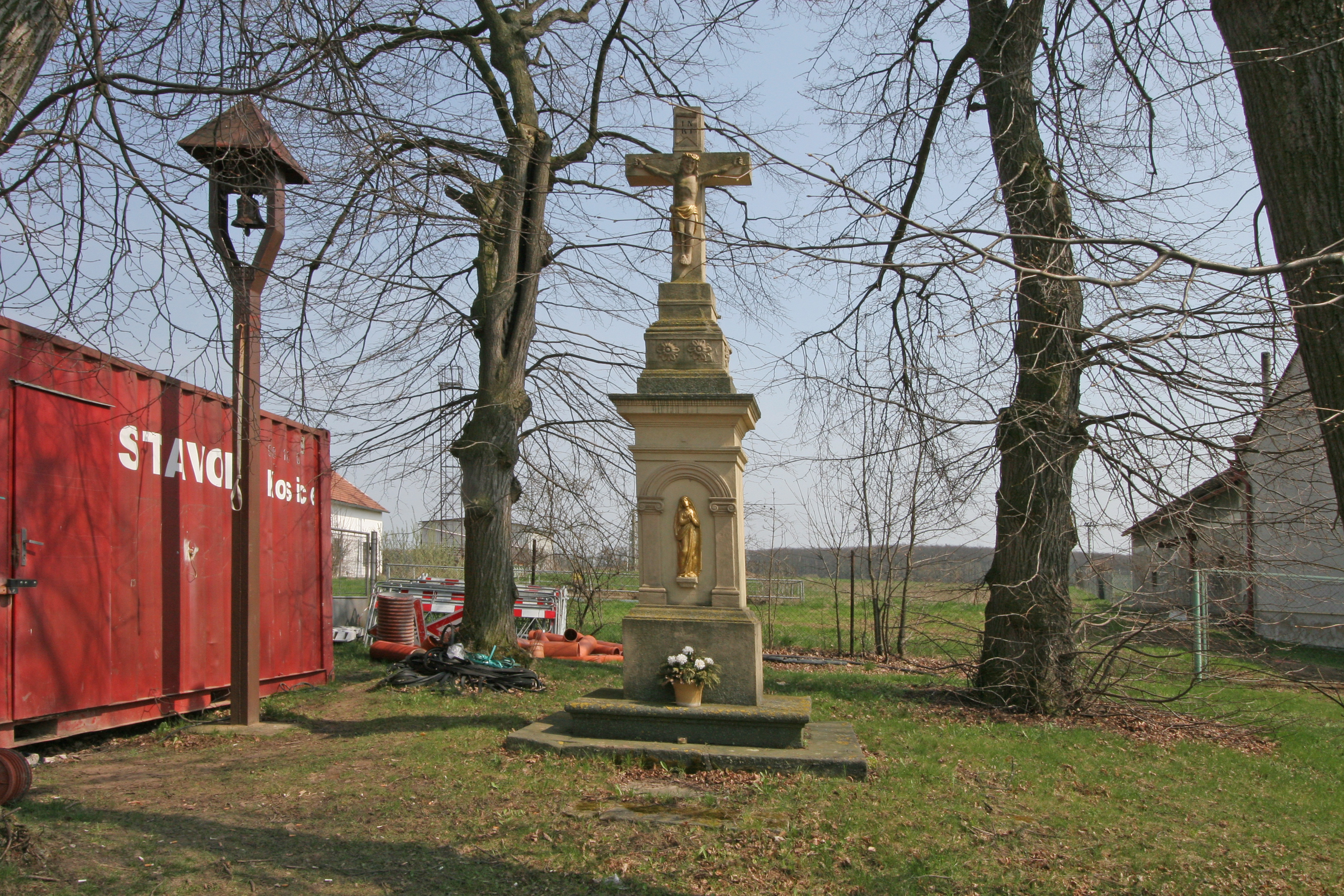
Glockenbaum und Kreuz

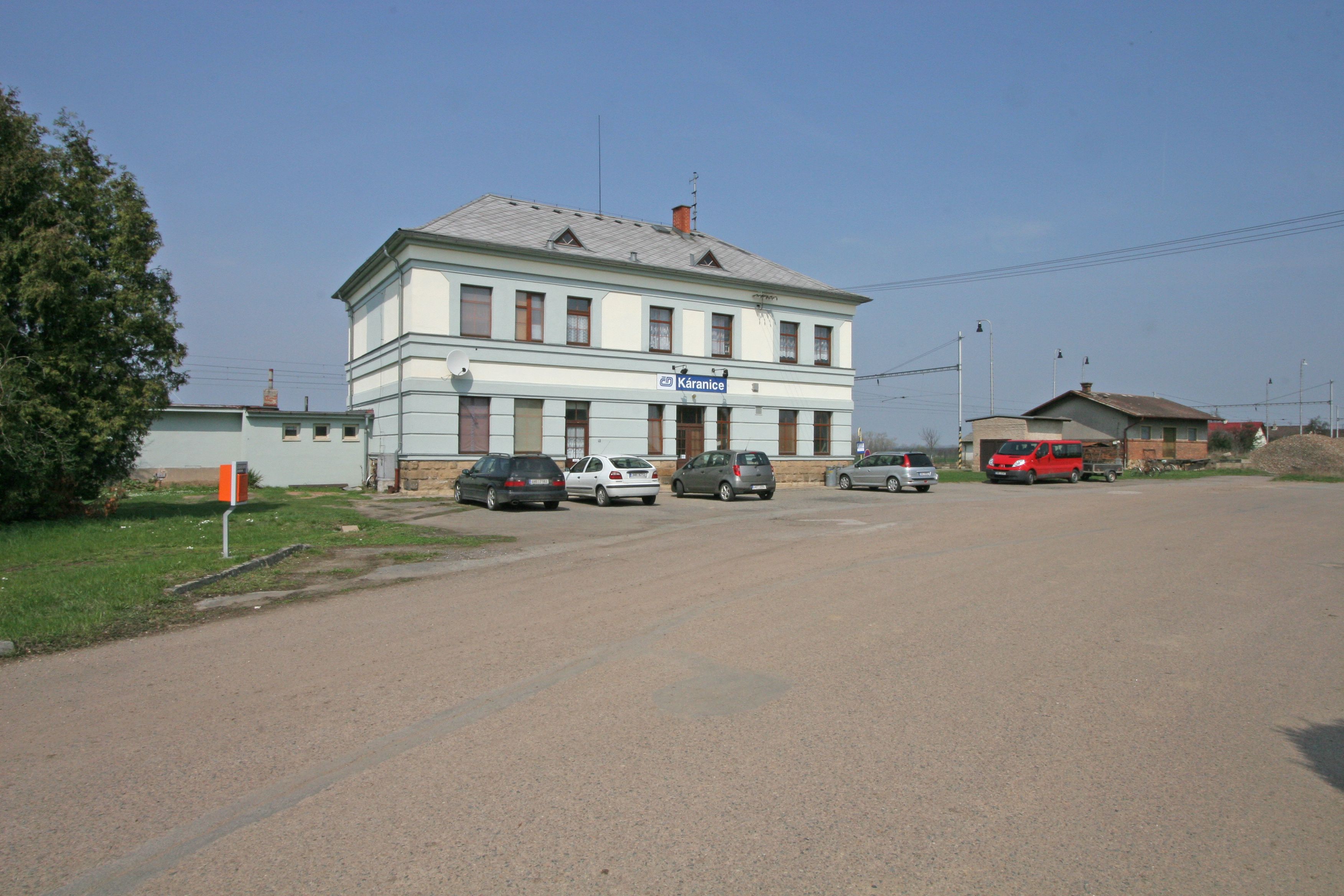
Bahnhof

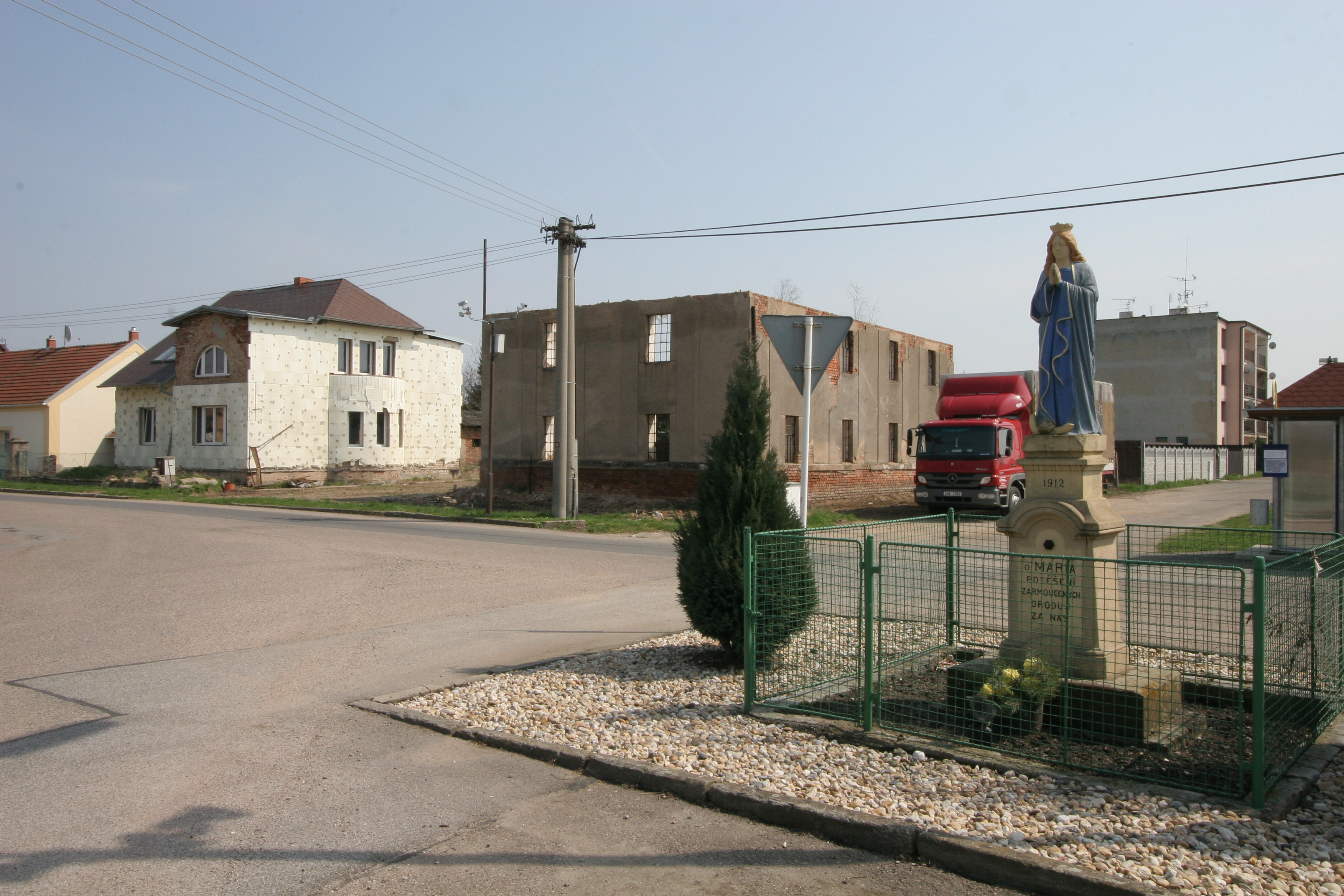
Statue der Jungfrau Maria

Káranice (deutsch Karanitz) ist eine Gemeinde in Tschechien. Sie liegt sieben Kilometer östlich von Chlumec nad Cidlinou und gehört zum Okres Hradec Králové. 

## Geographie
Káranice befindet sich am Fuße der Dobřenická plošina (Dobrzenitzer Hochfläche) auf der Chlumecká tabule (Chlumetzer Tafel). Am nördlichen Ortsrand verläuft die Bahnstrecke Chlumec nad Cidlinou–Międzylesie, einen Kilometer nördlich die Staatsstraße I/11 zwischen Nové Město und Hradec Králové. Gegen Südosten erstreckt sich der Wald Vrše mit den Hügeln Lhotáček (290 m n.m.), Soudný (288 m n.m.) und Nedabylice (288 m n.m.). Südöstlich von Káranice befindet sich die Wüstung Haškova Lhota, südlich die Wüstung Nedabylice.
Nachbarorte sind Kosičky, Nová Ves, Babice und Požáry im Norden, Obědovice im Nordosten, Benátky und Dobřenice im Osten, Ovčín, Michnovka, Pravy, Kasaličky und V Austrálii im Südosten, Na Obci, Voleč, Amerika, Žáravice und Chýšť im Süden, Chudeřice im Südwesten, Nová Hospoda und Písek im Westen sowie Oktaviánov, Hrázka, Mlékosrby, Přestavecko und Třesice im Nordwesten.

## Geschichte
Die erste urkundliche Erwähnung von Karanicz erfolgte 1297 als Besitz des Zemanen Všeslav von Zachrašťany. Nachfolgende Besitzer waren Čeněk Šesták, danach dessen Sohn Jan. Im 15. Jahrhundert gehörte Káranice zu den Gütern der Feste Přestavlky, die Besitzer waren Unka von Přestavlk, Dobřan von Kochovice und Vaněk von Kovalec. In der Mitte des 16. Jahrhunderts erwarben die Herren von Pernstein die wüste Feste Přestavlky mit den zugehörigen Dörfern und schlugen sie  der Herrschaft Chlumetz zu. Johann von Pernstein, der die Herrschaften 1533 erworben hatte, veräußerte sie an König Ferdinand I., der sie 1547 zu einer Kammerherrschaft Chlumetz vereinigte. König Matthias überschrieb 1611 die Kammerherrschaft Chlumetz für treue Dienste bei der Erlangung der Böhmischen Krone an Wenzel Graf Kinsky von Wchinitz und Tettau. Nachdem Wenzel Graf Kinsky 1620 in die Chlumetzer Pfarrkirche St. Ursula einfiel, um hussitische Gottesdienste zu unterbinden, brach in der Gegend ein Aufstand aus. Während des Dreißigjährigen Krieges verödete das Dorf. In der berní rula von 1654 sind für Káranice nur noch acht Personen aufgeführt. Im Jahre 1775 brach in der Herrschaft ein großer Bauernaufstand aus. 1790 erfolgte die Parzellierung eines Teils des Gutes zur Ansiedlung von Einwanderern. 
Im Jahre 1833 bestand das im Bidschower Kreis gelegene Dorf Karanitz aus 26 Häusern, in denen 196 Personen lebten. Zu Karanitz konskribiert waren die einschichtige Mühle Hrazka an der Bistritz und das an der Königgrätzer Chaussee liegende Hegerhaus Požar. Im Ort gab es ein Wirtshaus. Pfarrort war Kratenau. Bis zur Mitte des 19. Jahrhunderts blieb Karanitz der Fideikommissherrschaft Chlumetz untertänig.
Nach der Aufhebung der Patrimonialherrschaften bildete Káranice ab 1849 eine Gemeinde im Gerichtsbezirk Chlumetz. Ab 1868 gehörte das Dorf zum Bezirk Neubydžow, zugleich erfolgte die Eingemeindung von Chudeřice. 1869 hatte Káranice  215 Einwohner und bestand aus 31 Häusern. 
Zwischen 1870 und 1873 wurde nördlich des Dorfes die Bahnstrecke Chlumetz–Königgrätz angelegt; einen Haltepunkt erhielt das Dorf zunächst nicht. Im Jahre 1893 entstand eine Bahnstation für den Personenverkehr. Die Freiwillige Feuerwehr wurde 1896 gegründet. Im Jahre 1900 lebten in Káranice 238 Menschen, 1910 waren es 242. Im Jahre 1913 löste sich Chudeřice los und bildete eine eigene Gemeinde. 1930 hatte Káranice 295 Einwohner und bestand aus 58 Häusern. Im Zuge der Gebietsreform von 1960 wurde der Okres Nový Bydžov aufgelöst, seitdem gehört die Gemeinde zum Okres Hradec Králové. Beim Zensus von 2001 lebten in den 65 Häusern der Gemeinde 183 Personen. 

## Sehenswürdigkeiten
- Statue der Jungfrau Maria, geschaffen 1912
- Stählerner Glockenbaum
- Sandsteinkreuz im Ortszentrum
- Denkmal für die Gefallenen des Ersten Weltkrieges